# Distrikt Alto Larán
Der Distrikt Alto Larán liegt in der Provinz Chincha der Region Ica im Südwesten von Peru. Der am 29. Januar 1965 gegründete Distrikt hat eine Fläche von 365 km². Beim Zensus 2017 lebten 8085 Einwohner im Distrikt. Im Jahr 1993 lag die Einwohnerzahl bei 4285, im Jahr 2007 bei 6220. Die Distriktverwaltung befindet sich in der 137 m hoch gelegenen Kleinstadt Alto Larán mit 5849 Einwohnern (Stand 2017). Alto Larán befindet sich 6 km ostsüdöstlich der Provinzhauptstadt Chincha Alta.

## Geographische Lage
Der Distrikt Alto Larán liegt zentral in der Provinz Chincha. Er erstreckt sich entlang dem Unterlauf des Río San Juan. Im Osten erheben sich die Ausläufer der Westkordillere, im Westen liegt die wüstenhafte Küstenebene.
Der Distrikt Alto Larán grenzt im Westen an den Distrikt Chincha Baja, im Nordwesten an den Distrikt Chincha Alta, im Nordosten an den Distrikt San Juan de Yanac, im Osten an den Distrikt Capillas (Provinz Castrovirreyna) sowie im Süden an den Distrikt El Carmen.